# Бирмасбаш
Бирмасбаш — река в России, протекает по Башкортостану. Устье реки находится в 486 км по правому берегу реки Сакмара. Длина реки составляет 14 км.

## Данные водного реестра
По данным государственного водного реестра России относится к Уральскому бассейновому округу, водохозяйственный участок реки — Сакмара от истока до впадения реки Большой Ик. Речной бассейн реки — Урал (российская часть бассейна).
Код объекта в государственном водном реестре — 12010000512112200005201.